# Maria Isabel Roig i Fransitorra
Maria Isabel Roig i Francitorra (Barcelona, 5 de desembre de 1932 - Barcelona, 22 de setembre de 2008) fou una dona catalana, lluitadora antifranquista, activista de Cristians pel Socialisme, militant del PSUC, sindicalista i lider veïnal.

## Biografia
Fou la gran dels set fills de l'advocat Tomàs Roig i Llop i de l'escriptora i periodista Albina Francitorra Aleñà. Es va criar a l'Eixample barceloní en un ambient cultural, artístic i polític on es compaginava el catolicisme conservador del pare -proper a la Lliga Regionalista de Cambó- amb el catalanisme d'esquerres de la mare. El seu primer contacte amb la política es produí mentre estudiava Filosofia i Lletres a la Universitat de Barcelona. Va participar en la vaga de tramvies del 1951 quan la protesta per l'augment del preu dels bitllets, es va convertir en una de les primeres grans manifestacions contra el Franquisme. Des de l'any 1954 fins que es va casar, va treballar de secretària a l'àrea de Parcs i Jardins de l'Ajuntament de Barcelona. L'any 1963 arran del seu matrimoni amb Joan Viñas i Riera, es traslladà a Sant Andreu de Palomar on va descobrir la vida de barri i van néixer els seus tres fills.
El 1967 entrà a treballar al Col·legi d'Arquitectes, on trobà un ambient molt polititzat, amb prevalença de l'ideari comunista. Mentrestant, formava part de Cristians de base, una formació disconforme amb l'església oficial, que l'any 1973 es convertí en el moviment Cristians pel Socialisme, liderat per Alfons Comín. Compromesa amb els problemes del barri, va participar en la creació del Grup de Drets Humans de Barcelona a la Parròquia de Sant Andreu juntament amb el rector Josep Camps i Aleu, que acollí iniciatives i convertí el lloc en un aglutinador de l'antifranquisme.
L'any 1974 s'afilià al PSUC i participà en les protestes per l'execució de l'anarquista Salvador Puig Antich. El funeral oficiat per mossèn Camps i el vicari Ignasi Pujades Domingo, va concentrar més de tres mil persones. En aquell període convuls, Maria Isabel Roig participà activament en manifestacions, reunions clandestines i protestes contra el règim de Franco. Fou agredida diversos cops per la policia i a comissaria se la coneixia amb el renom de La rubia de San Andrés. L'any 1976 va tenir un paper clau en la vaga de l'empresa Motor Ibérica –actual Nissan– al costat de les dones dels treballadors tancades a l'església de Sant Andreu en solidaritat amb els marits. Maria Isabel es cuidava de la logística i les comunicacions exteriors, mentre la policia tenia custodiada l'entrada. El 1979, formant part de la llista del PSUC, es presentà a les primeres eleccions municipals. Sortí elegida i fou nomenada consellera de l'Àrea d'Urbanisme del districte de Nou Barris, dedicació que compaginà amb el seu treball al Col·legi d'Arquitectes de Catalunya.
Es va jubilar el 1997 i fins a la seva mort, l'any 2008, va participar activament en la vida social i cultural del barri. Fou presidenta del grup d'ajuda als familiars dels presos, organitzà exposicions, concerts i actes al SAT (Sant Andreu Teatre) i també liderà la campanya popular per la restauració de la cúpula de l'Església de Sant Andreu de Palomar. El març del 2009, en el marc de la setmana de la dona treballadora, se li va retre un homenatge a l'Auditori del Centre Cultural de Can Fabra. El 2014 fou inaugurat, a l'espai de les antigues casernes de Sant Andreu, el Centre de Salut Polivalent que porta el seu nom en reconeixement del compromís de tota una vida al servei de la comunitat.